# Belgique romane
Pour les articles homonymes, voir Wallonie (homonymie).
La Belgique romane (B.R.), appelée également Wallonie par synecdoque avec son principal dialecte, est en dialectologie la partie de la Belgique où l'on parle traditionnellement des langues régionales romanes, toutes du groupe des langues d'oïl.

## Définitions
La Belgique romane comprend la Wallonie dialectale où on parle le wallon proprement dit, une zone picardophone qui correspond à la majeure partie de la province de Hainaut, la Gaume (arrondissement de Virton) et le Pays champenois (Sugny, Bohan, Bagimont, Pussemange, Membre et Cul-des-Sarts).
J.M. Remouchamps, en 1935, a attribué un numéro dialectologique à toutes les communes de Belgique romane, encore utilisé aujourd'hui dans tous les travaux de dialectologie et de toponymie, dont l'Atlas linguistique de la Wallonie. Dans les cas litigieux (disparition des langues traditionnelles), la présence d'un dialecte de souche romane dans une localité donnée est prouvée par la toponymie. Ces numéros ont été publiés la première fois dans le Bulletin de la commission royale de Toponymie et Dialectologie. Les frontières de la Belgique romane ont été réétudiées en détail par Élisée Legros.
La Belgique romane diffère de la Région de langue française par trois zones où la langue officielle est le français, mais où les langues traditionnelles sont germaniques, à savoir : 
- le pays d'Arlon (arrondissement d'Arlon), de langue luxembourgeoise.
- le village de Beho dans la commune de Gouvy, également de langue luxembourgeoise.
- trois communes (Plombières, Baelen et Welkenraedt) de langue francique rhéno-mosan dans l'arrondissement de Verviers.
- les cantons d'Eupen et de Saint-Vith, de langue francique ripuaire.

Au début des études dialectologiques (1900), une zone de ce qui est maintenant la Belgique romane n'était pas située en Belgique : c'était la Wallonie malmédienne ou « Wallonie prussienne », qui n'a intégré la Belgique qu'en 1919.
Sept villages qui faisaient partie de la Province du Limbourg jusqu'en 1962 (Bassenge, Corswarem, Eben-Emael, Lanaye, Otrange, Roclenge-sur-Geer, Wonck) peuvent être considérés faisant partie de la Belgique romane, sur base de l'existence de toponymes wallons. Mais certains ont été occupés jusqu'au XVIIIe siècle par des populations de langue régionale flamande. La limite, en Hesbaye, n'est donc pas précise. Ces villages font actuellement partie de la province de Liège.
Les communes des Fourons, de langue traditionnelle limbourgeoise, ne font pas partie de la Belgique romane.
Après la régionalisation de la Belgique, l'intégralité de la « Belgique romane » se trouve en Région wallonne.